# محمد احمدی (فوتبالیست)
محمد احمدی (زادهٔ ۱۲ بهمن ۱۳۷۸ در خرم‌آباد) بازیکن فوتبال اهل ایران است که در پست هافبک دفاعی بازی می‌کند. او سابقه بازی در تیم‌های راه‌آهن تهران، بادران تهران، استقلال ملاثانی و نفت مسجدسلیمان را دارد.

## زندگی حرفه‌ای
احمدی فوتبال را در رده‌های پایه از تیم‌های راه‌آهن و بادران تهران آغاز کرد. او در ادامه به استقلال ملاثانی پیوست و به مدت دو فصل در لیگ آزادگان حضور داشت. احمدی در سال ۱۴۰۱ با قراردادی رسمی به تیم نفت مسجدسلیمان در لیگ برتر خلیج فارس پیوست.
در جریان رقابت‌های نیم‌فصل دوم ۱۴۰۱، عملکرد احمدی مورد توجه رسانه‌ها قرار گرفت.